# Lophocetus
Lophocetus ("чубатий кит") — вимерлий рід дельфіновидих ссавців. Відомий з морських відкладень пізнього міоцену (тортонського періоду) в Каліфорнії та Меріленді. Попри те, що вони зазвичай розміщуються в Kentriodontidae, останні дослідження виявили, що він лише віддалено пов'язаний з Kentriodon.

## Філогенетичний аналіз
Філогенетичний аналіз Brujadelphis показав, що Lophocetus є поліфілетичним, при цьому L. calvertensis і L. repenningi утворюють кладу з таксонами, віднесеними до Pithanodelphininae і Tagicetus, а L. pappus є сестринським таксоном Lipotidae. Якщо pappus «Lophocetus» є родичем байджі, це заповнить прогалини в ранній еволюційній історії байджі, оскільки найстаріший однозначно вимерлий родич байджі, Parapontoporia, походить із молодших морських відкладень. Однак суворий консенсусний філогенетичний аналіз понтопороїдної Scaldiporia відновлює pappus "Lophocetus" за межами клади, утвореної Inioidea+Lipotidae і Delphinoidea, одночасно виявляючи Lophocetus як родича дзьобатих китів і Squaloziphius.